# Tumwater
Tumwater – miasto w Stanach Zjednoczonych, w stanie Waszyngton, w hrabstwie Thurston.